# José Pintos Saldanha
José Pintos Saldanha (Artigas, 25 maart 1964) is een voormalige Uruguayaans voetballer. Hij speelde bij Club Nacional de Football en CA Progreso.

## Loopbaan
Pintos Saldanha maakte zijn debuut voor Uruguay in 1987. Hij heeft 19 wedstrijden gespeeld voor de nationale ploeg. Hij zat in de selectie die meedeed aan het voetbaltoernooi op de wereldkampioenschap 1990. Hij heeft ook meegespeeld bij Copa América 1989 en 1991.

## Zie Ook
- Lijst van spelers van Club Nacional de Football